# Junioreuropamästerskapet i ishockey 1984
Junioreuropamästerskapet i ishockey 1984 var 1984 års upplaga av turneringen.

## Grupp A
Spelades i Rosenheim, Garmisch-Partenkirchen, Füssen och Bad Tölz i Bayern i Västtyskland under perioden 7-13 april 1984.

### Första omgången
grupp 1
| Lag              | Sovjetunionen | Sverige | Västtyskland | Nederländerna | gjorda mål/insläppta mål | poäng |
| ---------------- | ------------- | ------- | ------------ | ------------- | ------------------------ | ----- |
| 1. Sovjetunionen | —             | 7-4     | 9-3          | 21-0          | 37-07                    | 6     |
| 2. Sverige       | 4-7           | —       | 11-0         | 18-0          | 33-07                    | 4     |
| 3. Västtyskland  | 3-9           | 0-11    | —            | 12-4          | 15-24                    | 2     |
| 4. Nederländerna | 0-21          | 0-18    | 4-12         | —             | 04-51                    | 0     |

grupp 2
| Lag                | Tjeckoslovakien | Finland | Schweiz | Frankrike | gjorda mål/insläppta mål | poäng |
| ------------------ | --------------- | ------- | ------- | --------- | ------------------------ | ----- |
| 1. Tjeckoslovakien | —               | 3-2     | 13-0    | 13-1      | 29-03                    | 6     |
| 2. Finland         | 2-3             | —       | 8-3     | 4-1       | 14-07                    | 4     |
| 3. Schweiz         | 0-13            | 3-8     | —       | 5-2       | 08-23                    | 2     |
| 4. Frankrike       | 1-13            | 1-4     | 2-5     | —         | 04-22                    | 0     |

### Andra omgången
Slutspelsserien
| Lag                | Sovjetunionen | Tjeckoslovakien | Sverige | Finland | gjorda mål/insläppta mål | poäng |
| ------------------ | ------------- | --------------- | ------- | ------- | ------------------------ | ----- |
| 1. Sovjetunionen   | —             | 4-2             | (7-4)   | 9-2     | 20-08                    | 6     |
| 2. Tjeckoslovakien | 2-4           | —               | 4-2     | (3-2)   | 09-08                    | 4     |
| 3. Sverige         | (4-7)         | 2-4             | —       | 6-2     | 12-13                    | 2     |
| 4. Finland         | 2-9           | (2-3)           | 2-6     | —       | 06-18                    | 0     |

Nedflyttningsmatcher
| Lag              | Västtyskland | Schweiz | Frankrike | Nederländerna | gjorda mål/insläppta mål | poäng |
| ---------------- | ------------ | ------- | --------- | ------------- | ------------------------ | ----- |
| 1. Västtyskland  | —            | 8-7     | 6-2       | (12-4)        | 26-13                    | 6     |
| 2. Schweiz       | 7-8          | —       | (5-2)     | 8-3           | 20-13                    | 4     |
| 3. Frankrike     | 2-6          | (2-5)   | —         | 5-2           | 09-13                    | 2     |
| 4. Nederländerna | (4-12)       | 3-8     | 2-5       | —             | 09-25                    | 0     |

Nederländerna nedflyttade till 1985 års B-grupp.

## Priser och utmärkelser
- Poängkung  Igor Vyazmikin, Sovjetunionen (16 poäng)
- Bästa målvakt: Jaroslav Landsmann, Tjeckoslovakien
- Bästa försvarare: Michail Tatarinov, Sovjetunionen
- Bästa anfallare: Alexander Semak, Sovjetunionen

## Grupp B
Spelades i Herning i Danmark under perioden 26 mars-1 april 1984.

### Första omgången
grupp 1
| Lag            | Norge | Österrike | Jugoslavien | Italien | gjorda mål/insläppta mål | poäng |
| -------------- | ----- | --------- | ----------- | ------- | ------------------------ | ----- |
| 1. Norge       | —     | 6-3       | 10-1        | 4-4     | 20-08                    | 5     |
| 2. Österrike   | 3-6   | —         | 6-5         | 7-4     | 16-15                    | 4     |
| 3. Jugoslavien | 1-10  | 5-6       | —           | 4-3     | 10-19                    | 2     |
| 4. Italien     | 4-4   | 4-7       | 3-4         | —       | 11-15                    | 1     |

grupp 2
| Lag          | Polen | Rumänien | Danmark | Bulgarien | gjorda mål/insläppta mål | poäng |
| ------------ | ----- | -------- | ------- | --------- | ------------------------ | ----- |
| 1. Polen     | —     | 15-5     | 4-2     | 4-1       | 23-08                    | 6     |
| 2. Rumänien  | 5-15  | —        | 10-3    | 9-6       | 24-24                    | 4     |
| 3. Danmark   | 2-4   | 3-10     | —       | 7-3       | 12-17                    | 2     |
| 4. Bulgarien | 1-4   | 6-9      | 3-7     | —         | 10-20                    | 0     |

### Andra omgången
Uppflyttningsserien
| Lag          | Norge | Polen  | Österrike | Rumänien | gjorda mål/insläppta mål | poäng |
| ------------ | ----- | ------ | --------- | -------- | ------------------------ | ----- |
| 1. Norge     | —     | 4-3    | (6-3)     | 6-1      | 16-07                    | 6     |
| 2. Polen     | 3-4   | —      | 9-3       | (15-5)   | 27-12                    | 4     |
| 3. Österrike | (3-6) | 3-9    | —         | 7-6      | 13-21                    | 2     |
| 4. Rumänien  | 1-6   | (5-15) | 6-7       | —        | 12-28                    | 0     |

Nedflyttningsserien
| Lag            | Danmark | Bulgarien | Jugoslavien | Italien | gjorda mål/insläppta mål | poäng |
| -------------- | ------- | --------- | ----------- | ------- | ------------------------ | ----- |
| 1. Danmark     | —       | (7-3)     | 8-4         | 11-2    | 26-09                    | 6     |
| 2. Bulgarien   | (3-7)   | —         | 4-3         | 3-3     | 10-13                    | 3     |
| 3. Jugoslavien | 4-8     | 3-4       | —           | (4-3)   | 11-15                    | 2     |
| 4. Italien     | 2-11    | 3-3       | (3-4)       | —       | 08-18                    | 1-5   |

Norge uppflyttade till 1985 års A-grupp. Italien nedflyttade till 1985 års C-grupp.

## Grupp C
Spelades i Edinburgh och Kirkcaldy i Skottland i Storbritannien under perioden 21-27 april 1984.
| Lag               | Ungern   | Storbritannien | Belgien  | Spanien  | gjorda mål/insläppta mål | poäng |
| ----------------- | -------- | -------------- | -------- | -------- | ------------------------ | ----- |
| 1. Ungern         | —        | 11-5 3-9       | 6-5 6-3  | 10-2 8-4 | 44-28                    | 10    |
| 2. Storbritannien | 5-11 9-3 | —              | 4-8 10-5 | 11-4 6-3 | 45-34                    | 08    |
| 3. Belgien        | 5-6 3-6  | 8-4 5-10       | —        | 10-2 8-2 | 39-30                    | 06    |
| 4. Spanien        | 2-10 4-8 | 4-11 3-6       | 2-10 2-8 | —        | 17-53                    | 0     |

Ungern uppflyttade till 1985 års B-grupp.

### Fotnoter
1. ↑  ”Championnat d'Europe 1984 des moins de 18 ans” (på franska). Hockeyarchives. 16 mars 1984. http://www.passionhockey.com/hockeyarchives/U-18_1984.htm. Läst 29 november 2014.